# Thomas Zummer
Thomas Zummer (* im 20. Jahrhundert) ist ein US-amerikanischer Wissenschaftler, Schriftsteller, Künstler und Kurator.

## Leben
Zummer ist als Autor und Dozent in den Bereichen Philosophie, Ästhetik und Technologie tätig. Er leitet Seminare für Fortgeschrittene im Media Studies Program der New School University in New York City. Er hat an der New York University, der Brown University sowie der Tyler School of Art - Temple University unterrichtet und ist ständiger Gastprofessor des Transart Institute in Linz sowie Dozent des Transmedia-Programms in Brüssel.
Er lebt und arbeitet in Brooklyn, NY.

## Veröffentlichungen
- Crash: Nostalgia for the Absence of Cyberspace. (mit Robert Reynolds).
- Rouen: Touring Machines. Intermittant Futures. (mit Judith Barry und Brad Miskell).
- What the Hell is That? (semi-fiktionales digitales E-Book).
- Tom Zummer: The Deep Opacity of Making. mp3, 30 Minuten, Vortrag anlässlich des Symposiums Of the Diagram. A symposium on the work of poet, painter, and critic Marjorie Welish. Slought, Philadelphia 2002.
- Thomas Zummer: portraits of robots & other recent works Aufsätze von Max Henry, Keith Sanborn und Thomas Zummer, publiziert 2002 von Frederieke Taylor Gallery in New York, NY.

## Ausstellungen
Thomas Zummers Zeichnungen, Skulpturen und Medienwerke wurden international gezeigt mit Ausstellungen in New York, Los Angeles, Antwerpen, Istanbul, Paris, Amsterdam und Peking.